# Орловка (Таловский район)
Орло́вка — село в Таловском районе Воронежской области России. Административный центр и единственный населённый пункт Орловского сельского поселения.

## География
Село находится на северо-востоке центральной части Воронежской области, в степной зоне, на берегах реки Чигла, на расстоянии примерно 12 км (по прямой) к юго-западу от рабочего села Таловая, административного центра района. Абсолютная высота — 109 м над уровнем моря.
Часовой пояс
Село Орловка, как и вся Воронежская область, находится в часовой зоне МСК (московское время). Смещение применяемого времени относительно UTC составляет +3:00.

## Население
| 1859 | 1897  | 2010 | 2012 | 2013 | 2014 | 2015 |
| ---- | ----- | ---- | ---- | ---- | ---- | ---- |
| 3069 | ↗4559 | ↘996 | ↘973 | ↘948 | ↘916 | ↘875 |
| 2016 | 2017  | 2018 |      |      |      |      |
| ↘854 | ↘823  | ↘803 |      |      |      |      |

Гендерный состав
По данным Всероссийской переписи населения 2010 года в гендерной структуре населения мужчины составляли 46,3 %, женщины — соответственно 53,7 %.
Национальный состав
Согласно результатам переписи 2002 года, в национальной структуре населения русские составляли 97 %.

## Улицы
- ул. Заречная,
- ул. Молодёжная,
- ул. Центральная[14].

## Инфраструктура
В селе функционируют средняя общеобразовательная школа, фельдшерско-акушерский пункт, сельский дом культуры, библиотека и отделение Почты России.

## Известные уроженцы
- Аметистов, Евгений Васильевич (1884—1938) — священник Русской православной церкви.